# Lønstrup Redningsstation
Lønstrup Redningsstation är en tidigare dansk sjöräddningsstation i det dåvarande fiskeläget Slettestrand vid Jammerbugten i Jammerbugts kommun i Nordjylland.
Räddningsstationen inrättades 1852 av Det Nørrejydske Redningsvæsen som en båt- och raketstation. Lønstrup blev därigenom en av de första ställen i Danmark, som fick ett organiserat räddningsväsen i Danmark. År 1851 hade en raketapparat kommit från Storbritannien och en räddningsbåt, som byggts i Köpenhamn. Den första byggnaden uppfördes vid Søndre Strandvej. 
Den nuvarande byggnaden på Kysten 10 vid ortens båtplats är från 1936.
År 1996 lades räddningsstationen ned, varefter verksamheten flyttades till Hirtshals Redningsstation. Finansministeriet överlämnade 1997 huset till Lønstrup Fiskeriforening och till Lokalhistorisk Forening for Lønstrup og Omegn. Dessa föreningar bildade därefter institutionen Lønstrup Gamle Redningsstation och har inrättat en utställning om fiskeri och räddningsväsendet. I byggnaden finns den sista rädddningsbåten Marly, som byggdes på Lønstrup Bådebyggeri.